# Irish League 1908-1909
L'Irish League 1908-1909 è stata la 19ª edizione della prima divisione del campionato nordirlandese di calcio.
Il campionato era formato da otto squadre e il Linfield vinse il titolo. Non vi furono retrocessioni.

## Classifica finale
| Pos. | Squadra        | G  | V  | N | P  | GF | GS | Punti |
| ---- | -------------- | -- | -- | - | -- | -- | -- | ----- |
| 1    | Linfield       | 14 | 10 | 1 | 3  | 27 | 13 | 21    |
| 2    | Glentoran      | 14 | 8  | 3 | 3  | 29 | 22 | 19    |
| 3    | Shelbourne     | 14 | 7  | 0 | 7  | 20 | 20 | 14    |
| 4    | Distillery     | 14 | 6  | 1 | 7  | 22 | 19 | 13    |
| =    | Bohemians      | 12 | 6  | 1 | 5  | 27 | 24 | 13    |
| 6    | Belfast Celtic | 13 | 4  | 2 | 7  | 21 | 32 | 10    |
| =    | Cliftonville   | 13 | 4  | 2 | 7  | 17 | 19 | 10    |
| 8    | Derry Celtic   | 14 | 4  | 0 | 10 | 12 | 26 | 8     |

G = Partite giocate; V = Vittorie; N = Nulle/Pareggi; P = Perse; GF = Goal fatti; GS = Goal subiti; 